# یامکی (استان سیلسیان)
یامکی (به لاتین: Jamki) یک روستا در لهستان است که در گمینا کونوپیسکا واقع شده‌است. یامکی ۵٬۲۲۰ نفر جمعیت دارد.